# Eliza Doolittle
Eliza Doolittle, artiestennaam van Eliza Sophie Caird (City of Westminster, 15 april 1988) is een Britse singer-songwriter.
Doolittle komt uit Londen en tekende in 2008 een platencontract bij het Parlophone-label. Haar debuutalbum, simpelweg Eliza Doolittle genaamd, kwam uit op 12 juli 2010 en werd vooral een succes in het Verenigd Koninkrijk. De van dit album afkomstige single Pack up werd in dezelfde periode echter een internationale hit.
In 2013 werkte Doolittle samen met danceproducers als Disclosure en Wookie. In oktober van dat jaar verscheen haar tweede album, In your hands, dat internationaal gezien weinig succes boekte.
Doolittle is de dochter van de Britse zangeres Frances Ruffelle, die deelnam aan het Eurovisiesongfestival 1994.

## Discografie

### Albums
| Album met eventuele hitnotering(en) in de Nederlandse Album Top 100 | Datum van verschijnen | Datum van binnenkomst | Hoogste positie | Aantal weken | Opmerkingen |
| ------------------------------------------------------------------- | --------------------- | --------------------- | --------------- | ------------ | ----------- |
| Eliza Doolittle                                                     | 12-07-2010            | 14-08-2010            | 45              | 19           |             |

| Album met hitnotering(en) in de Vlaamse Ultratop 200 albums | Datum van verschijnen | Datum van binnenkomst | Hoogste positie | Aantal weken | Opmerkingen |
| ----------------------------------------------------------- | --------------------- | --------------------- | --------------- | ------------ | ----------- |
| Eliza Doolittle                                             | 2010                  | 25-09-2010            | 46              | 15           |             |
| In your hands                                               | 2013                  | 08-02-2014            | 111             | 1            |             |
| A Real Romantic                                             | 2018                  |                       |                 |              |             |

### Singles
| Single met eventuele hitnotering(en) in de Nederlandse Top 40 | Datum van verschijnen | Datum van binnenkomst | Hoogste positie | Aantal weken | Opmerkingen                 |
| ------------------------------------------------------------- | --------------------- | --------------------- | --------------- | ------------ | --------------------------- |
| Pack up                                                       | 09-08-2010            | 21-08-2010            | 8               | 16           | Nr. 19 in de Single Top 100 |
| Skinny genes                                                  | 26-11-2010            | 20-11-2010            | tip3            | -            | Nr. 90 in de Single Top 100 |
| You & me                                                      | 2013                  | 22-06-2013            | tip6            | -            | met Disclosure              |

| Single met hitnotering(en) in de Vlaamse Ultratop 50 | Datum van verschijnen | Datum van binnenkomst | Hoogste positie | Aantal weken | Opmerkingen    |
| ---------------------------------------------------- | --------------------- | --------------------- | --------------- | ------------ | -------------- |
| Pack up                                              | 2010                  | 21-08-2010            | 10              | 24           |                |
| Skinny genes                                         | 2010                  | 12-03-2011            | 42              | 2            |                |
| Rollerblades                                         | 11-04-2011            | 07-05-2011            | tip11           | -            |                |
| You & me                                             | 2013                  | 04-05-2013            | tip7            | -            | met Disclosure |
| Big when I was little                                | 2013                  | 06-07-2013            | tip27           | -            |                |
| Walking on water                                     | 2013                  | 18-01-2014            | tip14           | -            |                |

- Bibsys: 13011049
- Bibliothèque nationale de France: cb16234865q (data)
- Gemeinsame Normdatei: 142169765
- International Standard Name Identifier: 0000 0000 9716 6912
- Library of Congress Control Number: no2011068966
- MusicBrainz: c45c1037-5469-420c-ac21-83841efd815d
- Système universitaire de documentation: 179781790
- Virtual International Authority File: 75145970202832251561